# کام (اوبرفالتس)
شهر کام (به آلمانی: Cham) در ایالت بایرن در کشور آلمان واقع شده است.